# 冠スポンサー
冠スポンサー（かんむりスポンサー）とは、テレビ・ラジオ番組、スポーツ大会、施設などにおいて、企業名や商品名などを「冠する」ことを条件に多額の資金提供を行うスポンサーのことを指す。冠スポンサーが付き、大会名に企業名や商品名を冠したイベントを冠大会と呼ぶ。

## 概要
- 日本の民間放送の冠スポンサー番組は、ほとんどが一社提供であるが、複数社提供のメインスポンサーとなる場合も希に存在する。
  - 主に特定ジャンルにおける企業の一社提供が禁止された時間帯や、ミニ番組以外における酒造会社の冠スポンサー番組に、放送対象地方外にある企業の冠スポンサーラジオ番組などが該当する。また、ほとんどの長時間番組も該当し、『★SAPPORO新春スポーツスペシャル箱根駅伝』や、『ライオン高校生クイズ』（いずれも日本テレビ系列）などがある。
  - 変わったところでは、九州電力一社提供番組の『Qでん百科』（テレビ西日本・供給地域のフジテレビ系列局ネット）では、「Qでん」が九州電力の略称の「九電」から来ているため、冠スポンサー番組となっている。
- 中央競馬で新聞社、放送局などのスポンサーの社名を冠した競走を冠競走と呼ぶ。「社杯（競走）」と呼ばれることもある。

### 効果
企業にとっては冠スポンサーとなることで、企業名や商品名の告知効果が期待できる。一方で、冠スポンサーが企業や商品のブランド認知に影響を与えていることは確認できるが、それが必ずしも商品の購買に結びつくものではないという研究もある。

## 日本のスポーツ冠大会
- 日本プロサッカーリーグ
  - 1993年-1995年 「サントリー・シリーズ（年度前期）」「ニコス・シリーズ（年度後期）」
  - 2014年-2023年 「明治安田生命J（1・2・3）リーグ」[注釈 1]
    - 2024年- 「明治安田J（1・2・3）リーグ」
- 日本女子プロサッカーリーグ（2021年から「Yogibo .WEリーグ」。2024年から「SOMPO WEリーグ」）
- セントラル・リーグ（2020年から「JERAセ・リーグ」）
- パシフィック・リーグ（2023年から「パーソル　パシフィック・リーグ公式戦」）
- JDリーグ（2022年から「ニトリJDリーグ」）
- ジャパンラグビーリーグワン（2022年から「NTT LEAGUE ONE」）
- ジャパン・プロフェッショナル・バスケットボールリーグ（2024年から「りそなグループ B.LEAGUE」）